# Dimerocostus
Dimerocostus é um género botânico pertencente à família Costaceae.
Uma planta cultivada na sombra e solo úmido fértil, podendo também ser cultivada em vasos para decoração do lar. Trata se de uma espécie que esbanja belas folhas e lindas flores que lembra o formato de um coração. São flores delicadas  que se fecha ao pôr do sol. As flores por ser sensíveis e delicadas tem duração de 24 horas, mucham e demora em média uma semana para um novo florescer de uma nova flor. Suas raízes se expandem pelo solo broiando novas mudas. As folhas também se transformar até atingir a plenitude e a vivacidade de um verde encantador. São raras de ser encontradas, se escondem no íntimo da floresta. Sua raridade, formato e beleza inspiram os apaixonados.

## Lista de espécies
- Dimerocostus argenteus
- Dimerocostus bicolor
- Dimerocostus bolivianus
- Dimerocostus elongatus
- Dimerocostus gutierrezii
- Dimerocostus guttierezii
- Dimerocostus guttierrezii
- Dimerocostus strobilacea
- Dimerocostus strobilaceus
- Dimerocostus tessmannii
- Dimerocostus uniflorus
- Dimerocostus williamsi